# مجرم‌های نوامبر (فیلم)
مجم‌های نوامبر فیلم درام و جنایی آمریکایی به کارگردانی ساچا گرواسی و نویسندگی گرواسی و استیون نایت می‌باشد. این فیلم براساس رمانی از سم مانسون با همین نام است که در سال ۲۰۱۰ منتشر شد. ستارگان آن انسل الگورت، کلویی گریس مورتز، کاترین کینر و دیوید استراترن می‌باشند.

## بازیگران
- انسل الگورت درنقش ادیسون اسکاکت
- کلویی گریس مورتز درنقش فیبی
- تسا البرتسون درنقش الکس فاستنر
- کاترین کینر درنقش فیونا
- دیوید استراترن درنقش تئو اسکاکت
- دانیل فلاهرتی
- فیلیپ اتینگر

## تولید
در نوامبر ۲۰۱۴، گزارش شد که کلویی گریس مورتز و کاترین کینر بعنوان بازیگران این فیلم انتخاب شده‌اند. در ژانویه ۲۰۱۵، انسل الگورت به آنان پیوست. دیوید استراترن نیز در ۲۳ مارس ۲۰۱۵ به این لیست اضافه شد.

### فیلمبرداری
فیلمبرداری در ۲۳ مارس ۲۰۱۵ در رودایلند و واشینگتن دی سی آغاز شد و در ۲۸ آوریل ۲۰۱۵ و بعد از ۳۲ روز به پایان رسید.

## عرضه
در ژانویه ۲۰۱۵، مالکیت جهانی سونی پیکچرز حقوق انتشار بین‌المللی و آمریکای شمالی فیلم را بدست آورد.